# Chris Squire
Pour les articles homonymes, voir Chris et Squire.
Chris Squire, né le 4 mars 1948 à Kingsbury et mort le 28 juin 2015  à Phoenix (États-Unis), est un musicien (bassiste, guitariste, pianiste et harmoniciste) et auteur-compositeur-interprète britannique. En plus de jouer de la basse, il participe aux chœurs et aux compositions jusqu'à peu avant sa mort au sein du groupe de rock progressif Yes dont il est l'un des membres fondateurs et le seul à avoir participé à tous ses albums depuis sa création en 1969 jusqu'en 2015. En 2017, il est intronisé à titre posthume au Rock and Roll Hall of Fame en tant que membre de Yes.
Squire est largement considéré comme un des plus importants bassistes parmi les groupes de rock progressif anglais, influençant ses pairs et les générations futures de bassistes avec son son incisif et ses lignes de basse mélodiques. Son nom est associé à son instrument de marque, la Rickenbacker 4001. De 1991 à 2000, Rickenbacker produit un modèle de basse signature en édition limitée en son nom, le 4001CS.
En plus de la basse, Squire joue aussi occasionnellement de l'harmonica, du piano et de la guitare.

## Biographie

### Jeunesse
Christopher Russell Edward Squire naît  le 4 mars 1948 à Kingsbury dans un quartier au nord-ouest de Londres, en Angleterre, de Peter et Joanne Squire. Il y grandit ainsi que dans les régions voisines de Queensbury et de Wembley,. Son père est chauffeur de taxi et sa mère secrétaire pour un agent immobilier. Dans sa jeunesse, Squire prend goût aux disques de Lena Horne et Ella Fitzgerald appartenant à son père, bien que son intérêt principal soit la musique d'église.

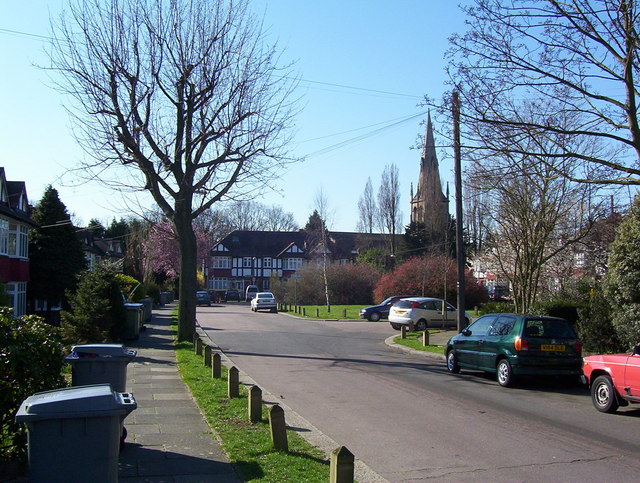
L'église St Andrews à Kingsbury (Londres) vue depuis la rue homonyme (photo Robert Timms)

À l'âge de six ans, il rejoint la chorale de l'église de Saint Andrew's à Kingsbury en tant que soprano avec Andrew Pryce Jackman, l'un de ses amis qui vit à proximité. Le chœur se produira à la cathédrale Saint-Paul,. Leur chef de chœur, Barry Rose, est une des premières influences de Squire : « ll m'a fait comprendre que travailler dans ce domaine était le moyen de devenir le meilleur dans quelque chose ». Squire chante également dans la chorale de sa prochaine école, la Haberdashers 'Aske's Boys' School, alors située à Hampstead. Il joue aussi de l'harmonica en rentrant de l'école.
Squire n'envisage une carrière musicale qu'à l'âge de seize ans lorsque l'émergence des Beatles et du boom de la musique Beat au début des années 1960 l'inspire à « faire partie d'un groupe qui n'utilise pas de pupitres ». Un ami d'école lui recommande d'apprendre la basse après avoir souligné sa haute silhouette et ses grandes mains, pensant qu'elles sont idéales pour jouer de l'instrument,,. Squire achète alors sa première basse, une Futurama, qu'il décrit comme « très bon marché, mais assez bonne pour apprendre. »
En 1964, le dernier jour avant les vacances d'été, le directeur d'école de Squire le punit avec un ami pour avoir les cheveux trop longs et leur donne deux shillings et six pence pour les faire couper. Au lieu de cela, ils rentrent chez eux et ne reviendront jamais à l'école,. Après que sa mère l'ait emmené dans une agence de recrutement pour lui trouver un travail lié à la musique, Squire décroche un emploi de vendeur de guitares dans un magasin Boosey & Hawkes à Regent Street. En 1965, il utilise l'offre de remise du personnel pour acheter une nouvelle basse, une Rickenbacker 4001.

### Début de carrière et The Syn
En 1964, Chris forme le groupe The Selfs, un groupe de rock et de rythm'n'blues, avec son grand ami Andrew Pryce Jackman au piano et à l'orgue, John Wheatley à la guitare, Chris Slater au chant et Martyn Adelman (en) à la batterie. Leur première représentation publique a lieu au Graveyard, un club de jeunes dans le hall de St. Andrew's. Le groupe interpréte des reprises de Tamla Motown avant de changer d'orientation vers le rock psychédélique. Le groupe enregistre une démo, Love You ainsi qu'une reprise de I Can't Explain des Who.
Après une rencontre avec le chanteur Steve Nardelli (en) et le guitariste John Painter, membres du groupe The Syn, Squire, Jackman et Adelman se retrouvent à former les nouvelles bases de ce groupe. Cette formation grave une démo, Merry-Go-Round. Peter Banks, ancien guitariste du groupe The Syndicats, prend la place de Painter, Martyn Adelman cède sa place au batteur islandais Gunnar Jökull Hákonarson et les Syn se trouvent un nouveau gérant, Peter Huggett, ancien bassiste de Lonnie Donegan.
Influencé par le courant psychédélique, The Syn publie deux singles en 1967, Created by Clive/Grounded et Flowerman/14 Hour Technicolour Dream. Il joue en première partie de Jimi Hendrix au Marquee Club cette même année, concert auquel assistent entre autres John Entwistle, George Harrison, Keith Richards, Pete Townshend et Eric Clapton et qui contribue à faire connaitre Hendrix en Angleterre : « J'ai donc vu ce qui était possible, et j'avais juste cette foi innée que j'allais y arriver. »
Dans les années 1960, Squire consomme beaucoup de LSD, jusqu'à une mauvaise expérience qui le traumatise. Lorsque la police lui demande de révéler qui lui avait donné la drogue, Squire fait semblant d'être désorienté et invente une histoire impliquant un Australien inconnu qu'il a rencontré auparavant dans un restaurant Wimpy. Il se souvient: « C'était la dernière fois que j'en prenais, après m'être retrouvé à l'hôpital de Fulham pendant quelques jours sans savoir qui j'étais, ni ce que j'étais, ni qui était quelqu'un d'autre». Après sa sortie d'hôpital, Squire passe plusieurs mois dans l'appartement de sa petite amie, craignant de mourir, ne réussissant qu'à se rendre au magasin du coin. Il passe chaque journée à pratiquer son jeu de basse qui aboutit à son style distinct , citant les bassistes John Entwistle, Jack Bruce, Larry Graham, et Bill Wyman comme premières influences.

### Yes

#### Première époque (1969-1980)
The Syn se sépare à la fin 1967 et Squire forme alors le groupe psychédélique Mabel Greer's Toyshop avec Clive Bailey à la guitare et au chant, Peter Banks à la guitare et Bob Hagger à la batterie. Ils jouent au club Marquee où Jack Barrie, propriétaire du club « La Chasse » situé quelques portes plus bas, les a vus jouer. « Leur musique était très bien, mais il était évident qu'ils n'allaient nulle part », se souvient-il. Un soir à « La Chasse », Barrie présente Squire à Jon Anderson, un employé du bar qui n'a pas trouvé de succès en tant que chanteur soliste de The Gun ou en tant qu'artiste solo. Les deux musiciens constatent qu'ils partagent des intérêts musicaux communs, notamment Simon & Garfunkel, The Association et les harmonies vocales. Les jours suivants, ils développent Sweetness, une chanson qui sera enregistrée plus tard pour le premier album de Yes. Ainsi avec Peter Banks à la guitare, Chris et Jon recrutent l'organiste du groupe The Federals, Tony Kaye ainsi que Bill Bruford à la batterie. Le quintette décide d'abandonner le nom de Mabel Greer's Toyshop pour Yes sur une idée de Banks. Le groupe donne son premier concert sous ce nom dans un camp de jeunes à East Mersea, Essex le 4 août 1968. Squire parle alors de la formation du groupe : « Je ne pouvais pas travailler en session parce que la plupart des musiciens détestaient mon style. Ils voulaient que je joue quelque chose de beaucoup plus basique. Nous avons lancé Yes comme un moyen de développer les styles individuels de chacun. » Squire développera un solo de basse nommé « A Bass Odyssey ».
En août 1969, Yes sort son premier album homonyme. Martyn Adelman, qui a joué de la batterie avec le premier groupe de Squire, réalise les photographies de l'album. Squire est crédité comme compositeur sur quatre des huit chansons de l'album : Beyond & Before, Looking Around, Harold Land et Sweetness.

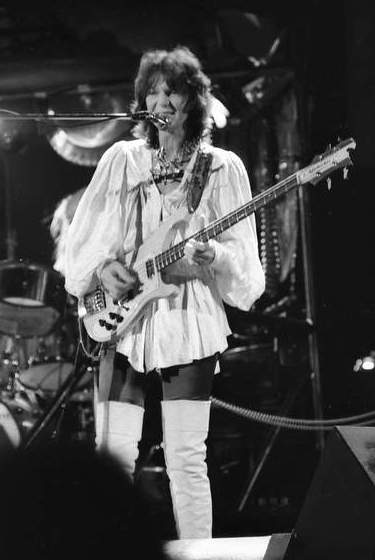
Chris Squire en concert avec Yes le 1er décembre 1973 à Columbia (Caroline du Sud)

De 1969 à 1980, Chris Squire enregistre dix albums studio avec Yes, au sein duquel il côtoie autant de musiciens dans différentes formations dont il est le seul membre permanent : Jon Anderson puis Trevor Horn au chant ; Peter Banks, puis Steve Howe à la guitare ; Tony Kaye, puis Rick Wakeman (temporairement remplacé par Patrick Moraz), puis Geoff Downes aux claviers ; Bill Bruford, puis Alan White à la batterie. Après le départ de Bruford en juillet 1972, Squire modifie son jeu pour s'adapter au changement dans la section rythmique du groupe. Il sent alors qu'il « jouait trop, même si je n'étais jamais vraiment sûr. Avec Bill, les choses que j'ai faites me semblaient bien... Avec Alan, j'ai découvert que j'étais capable de jouer un peu moins qu'avant et de continuer à jouer». Squire décrit son jeu sur la chanson The Remembering (High the Memory) de l'album Tales from Topographic Oceans (1973) comme « l'une des plus belles choses que je pense avoir jamais jouées. »
Chis Squire est considéré comme l'une des principales forces derrière la musique du groupe, en plus d'être « peut-être le membre le plus énigmatique » du groupe ». Chris apporte à Yes une dominante plus rock face à Steve Howe, proche du jazz, et Rick Wakeman, proche du classique. Alors que la plupart des paroles de Yes sont écrites par Anderson, Squire compose une grande partie de la musique du groupe avec le guitariste Steve Howe (et Anderson contribuant occasionnellement).
Deux albums en concert (un triple, puis un double vinyle) sont également enregistrés par Yes dans les années 1970 durant lesquelles Chris Squire est également le seul membre à jouer dans tous les concerts.

#### Séparation et projets divers (1980-1983)
En 1980, après la tournée de l'album Drama, le groupe Yes se sépare. Entre-temps, Chris Squire et le batteur Alan White produisent un single pour Noël, Run with the Fox, écrit avec Peter Sinfield. Chris est à la basse, au chant et à la production et Alan est à la batterie et au piano, en plus des chœurs et de la production. La face deux du single consiste en une version instrumentale, Return of the fox, avec, outre Chris et Alan, l'ex-Greenslade Dave Lawson aux claviers, et la première épouse de Squire, Nikki Squire aux chœurs. Andrew Pryce Jackman est chargé des orchestrations et comme Chris, il est un ancien choriste de l'église St Andrew de Kingsbury : ils font donc appel à un ami d'enfance de la même chorale, Barry Rose qui est désormais chargé de la chorale de garçons de la Cathédrale St Paul's. Ce sont donc ces choristes que l'on peut entendre sur la pièce Run with the fox et sur l'album solo de Chris.
Chris Squire et Alan White tentent alors de former un nouveau groupe XYZ avec le guitariste de Led Zeppelin Jimmy Page. Le nom du groupe est une abréviation de eX-Yes / Zeppelin (Squire affirmera que son père a trouvé le nom). XYZ enregistre plusieurs pistes de démo, mais rien de formel, bien que deux des démos serviront de base à deux titres ultérieurs de Yes : Mind Drive et Can You Imagine? . Le chanteur de Led Zeppelin, Robert Plant, n'est alors pas prêt, malgré les promesses de Page, à s'impliquer dans le groupe si tôt après la mort du batteur de Zeppelin John Bonham. Selon Squire, le manager de Zeppelin, Peter Grant, s'oppose au nom car le « Y » y apparait avant le « Z ». Le groupe « s'effondre » alors.

#### Deuxième époque (1983-2015)
En 1983, Chris forme un nouveau groupe nommé Cinema, à la suite de sa rencontre avec le guitariste sud-africain Trevor Rabin, qui se cherche des musiciens. Toujours secondé par le batteur Alan White, Chris recrute Tony Kaye, le claviériste original de Yes, puis après que Chris a retrouvé Jon Anderson afin de lui faire entendre le nouveau matériel du groupe, Cinema redevient Yes. Avec cette formation, le groupe enregistre deux albums, 90125 en 1983 avec notamment le succès Owner of a Lonely Heart et Big Genarator en 1987.
En 1989, le chanteur Jon Anderson quitte Yes pour rejoindre ses anciens compères, Bill Bruford, Rick Wakeman et Steve Howe, et fonder l'éphémère groupe Anderson Bruford Wakeman Howe qui sortira un unique album. Le groupe, alors basé en Angleterre, est surnommé « YesEast », alors que la formation des quatre autres musiciens de Yes (dont Chris Squire) établie à Los Angeles, est appelée « YesWest ».
En 1991, après des poursuites judiciaires, les deux formations se réunissent pour un album en commun, Union, sur lequel cependant les deux formations enregistrent leurs chansons séparément, accompagnés par Jon Anderson sur tous les titre chantés. Les huit musiciens se retrouvent néanmoins ensemble sur scène pour une tournée mondiale, avant que Howe, Wakeman et Bruford ne quittent à nouveau Yes.

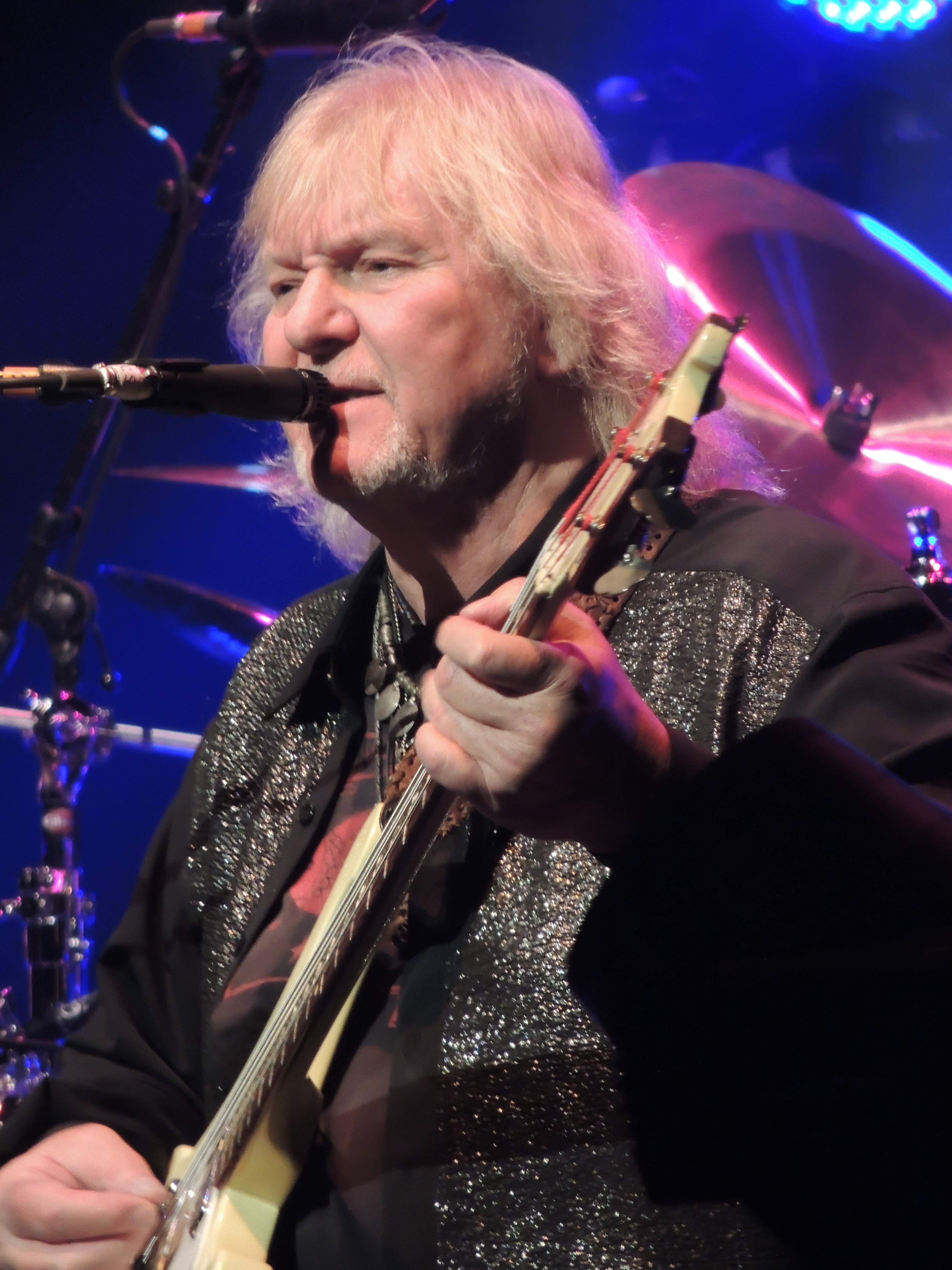
Chris Squire sur scène avec Yes en 2013

En 1994, Chris Squire enregistre un album avec la formation de Yes de 1983, puis entre 1996 et 2001, cinq albums avec diverses formations du groupe, qui ont vu le retour de Steve Howe et, temporairement de Rick Wakeman, ainsi que l'arrivée de nouveaux musiciens : le guitariste américain Billy Sherwood et le claviériste russe Igor Khorochev.
En 2002, Rick Wakeman rejoint à nouveau le groupe. S'ensuivent trois tournées entre 2002 et 2004.
En 2008, des problèmes de santé pulmonaires obligent Jon Anderson à renoncer à chanter temporairement. La tournée mondiale de Yes Close to the Edge and Back (avec Oliver Wakeman qui a remplacé son père, lui aussi souffrant) est alors annulée. Elle reprendra en 2009 sans Anderson qui est remplacé par le Montréalais Benoît David, chanteur d'un groupe hommage à Yes, Close to the Edge, qui reprend depuis des années des chansons de Yes en concert. Cette nouvelle formation de Yes, avec le retour de Geoff Downes à la place d'Oliver Wakeman, publie en 2011 l'album Fly from Here.
En 2012, Benoît David, qui souffre à son tour de problèmes respiratoires, est remplacé par le chanteur Jon Davison, ex-Glass Hammer. Un nouvel album, Heaven and Earth, sort en juillet 2014. Ce sera le dernier avec Chris Squire.
En 2015, souffrant d'une leucémie, Chris Squire est remplacé par Billy Sherwood (le complice de Squire dans Conspiracy et qui a déjà assisté Yes pour la tournée Talk en 1994-95 en tant que guitariste et claviériste additionnel) pour la tournée nord-américaine du groupe, puis définitivement après son décès le 28 juin.

### Projets solos et groupes divers
Squire ne publie qu'un seul album solo : Fish Out of Water, en 1975 sur lequel il joue de la basse et de la guitare 12 cordes. Le titre de l'album fait référence à son surnom : Fish (« poisson ») et aussi pour signifier qu'il est un poisson hors de l'eau, c'est-à-dire un membre de Yes en dehors du groupe. Y participent des musiciens de Yes, Bill Bruford à la batterie et Patrick Moraz à l'orgue et au synthétiseur basse sur la pièce Silently Falling. Andrew Price Jackman ex-claviériste de The Selfs et The Syn est au piano.

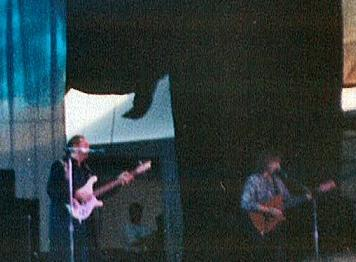
Conspiray (Chris Squire et Billy Sherwood) en concert à Montréal en 1998

De la formation de Yes à l'époque des albums Open Your Eyes et The Ladder est née une solide amitié entre Chris Squire et Billy Sherwood, jeune guitariste du groupe World Trade. Ensemble, ils forment un groupe appelé Conspiracy qui publie un album homonyme et un DVD live en 2000, puis un second album en 2003 intitulé The Unknown, qui traite de façon métaphorique des évènements du 11 septembre 2001.
En 2003, Chris reconstitue son premier groupe, The Syn. le groupe réformé sort l'album Syndestructible en 2005 avant de se séparer à nouveau. Squire travaille également sur deux projets solo avec d'autres anciens collaborateurs de Syn : Gerard Johnson, Jeremy Stacey et Paul Stacey .
En décembre 2007, Squire publie un album de chansons classiques de Noël intitulé Chris Squire's Swiss Choir, avec entre autres Steve Hackett, ancien guitariste de Genesis, et The English Baroque Choir, album sur lequel on retrouve la pièce Run with the fox avec une chorale différente de celle de la version originale de 1981.
Chis collabore également à plusieurs reprises avec Steve Hackett, d'abord sur ses albums Out of the Tunnel's Mouth (2009), Beyond the Shrouded Horizon (2011) et Wolflight (2015). Le duo forme aussi le groupe Squackett et enregistre l'album Life Within a Day en 2012.

### Mort
Le 19 mai 2015, l'annonce est faite que Chris Squire est traité pour une leucémie (érythroïde aigüe), et remplacé par Billy Sherwood pour la tournée nord-américaine du groupe.
Squire meurt le 27 juin 2015 à Phoenix, sa ville d'adoption où il suivait un traitement, des suites de la maladie, à l'âge de 67 ans. La page Facebook officielle de Yes confirme la nouvelle le lendemain.
Selon le site Ultimate Classic Rock, dans une entrevue avec Alan White, Yes va continuer même sans Chris Squire, ce dernier aurait appelé le batteur pour lui demander de continuer indépendamment de ce qui arriverait par la suite de son état de santé. Depuis et à la demande expresse de Chris, Billy Sherwood l'a remplacé officiellement au sein de Yes, comme bassiste et choriste.

## Hommage et postérité
À la mort de Chris Squire, les premiers hommages lui sont rendus par Brian May, Geezer Butler, Gene Simmons et Tom Morello, ainsi que par ses camarades de groupe Geoff Downes et Bill Bruford.

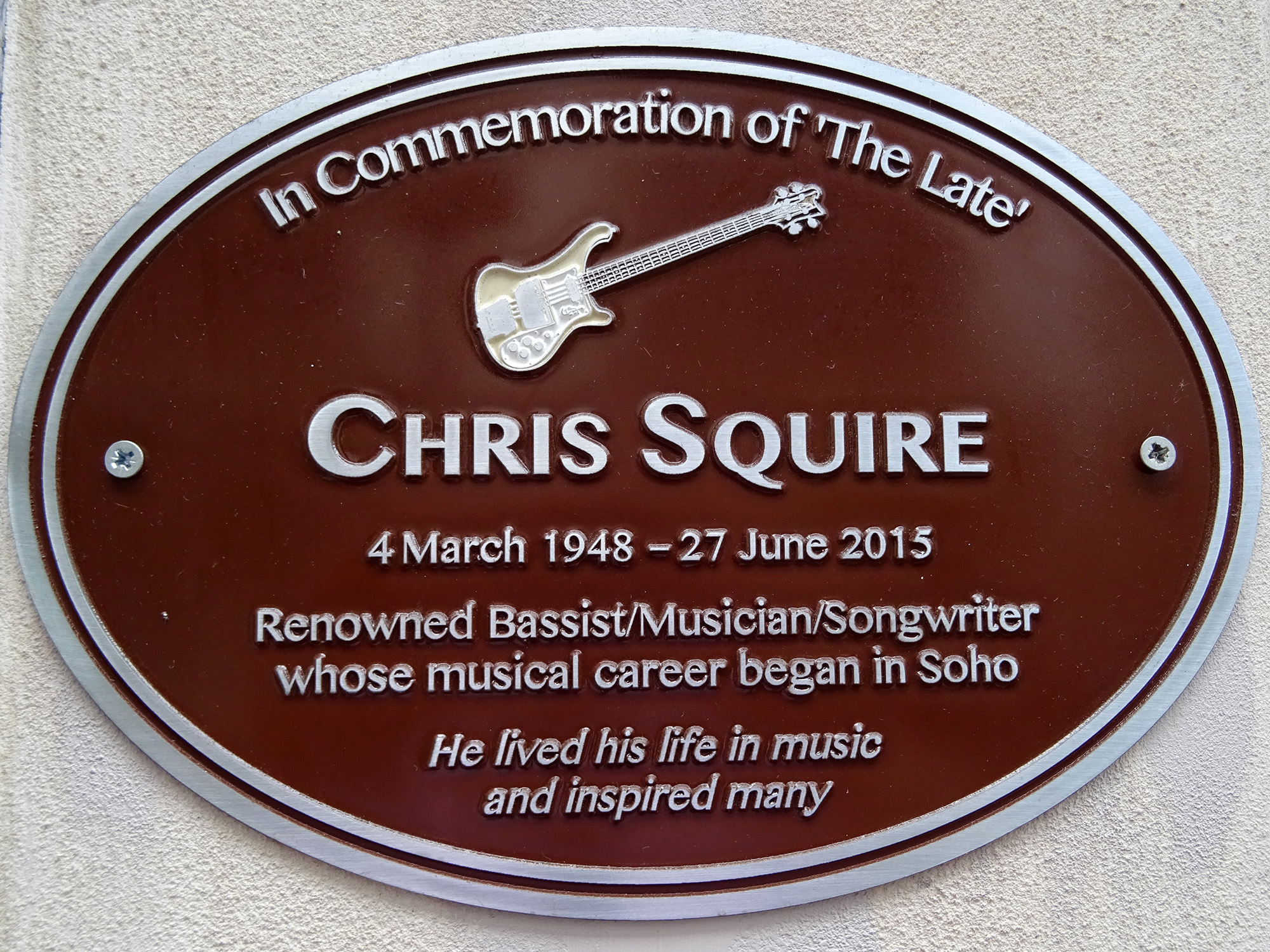
Plaque commémorative au 20 Warwick Street à Londres en hommage à "The Late" Chris Squire

Pendant les années de formation du groupe, Squire est souvent connu pour son retard, une habitude dont Bruford se plaindra souvent. Pour cette raison, Squire conduit fréquemment à des vitesses dangereuses pour se rendre aux concerts à l'heure, causant une fois un accident sur le chemin d'un concert en Allemagne de l'Ouest après s'être endormi au volant, bien que personne n'ait été blessé. Après sa mort, une plaque commémorative à Londres est intitulée de manière à faire référence à son retard habituel, à savoir « The Late Chris Squire ». La mention complète apposée est : «En mémoire du "retardataire". Chris Squire, 4 mars 1948, 27 juin 2015. Bassiste, musicien, auteur-compositeur renommé dont la carrière musicale a commencé à Soho. Il a vécu sa vie en musique et en a inspiré beaucoup.»
En avril 2016, l'astéroïde 2002 XR80 reçoit son nom officiel permanent de l' Union astronomique internationale en l'honneur de Squire. L'astéroïde (90125) Chrissquire, de la ceinture principale avec une période orbitale de 4,08 ans, est découvert le 11 décembre 2002.
En avril 2017, Yes est introduit au Rock and Roll Hall of Fame. Chris Squire reçoit la récompense à titre posthume. Tony Kaye, également récompensé, est absent, alors que Peter Banks, lui aussi membre d'origine et mort en 2013, n'est pas récompensé. Au cours de la cérémonie, les autres membres honorés (Jon Anderson, Steve Howe, Trevor Rabin, Rick Wakeman et Alan White) jouent deux titres de Yes : Roundabout et Owner of a lonely heart. La basse y est jouée successivement par Geddy Lee du groupe Rush et par Steve Howe. Bill Bruford, bien que présent car récompensé, ne joue pas.
L'astéroïde (90125) Chrissquire est nommé en son honneur.

## Style et matériel
Le ton unique de Squire est très clair et distinct, et son jeu est noté pour être agressif, dynamique  et mélodique.

L'instrument principal de Squire est une basse Rickenbacker de 1964 (modèle RM1999, numéro de série DC127), qu'il a acheté et commencé à en jouer en 1965. Squire mentionne dans une interview accordée à Circus Weekly en 1979 qu'il a acquis cette basse alors qu'il travaille au magasin de musique Boosey & Hawkes à Londres. L'instrument, avec sa chaleur, est une partie importante du son unique de Squire. En raison de sa sonorité distinctive, qui est comparée à celle d'une guitare, elle permet à la basse de jouer un rôle plus « principal », ce qui créera un son dynamique qui convient parfaitement à Squire. 

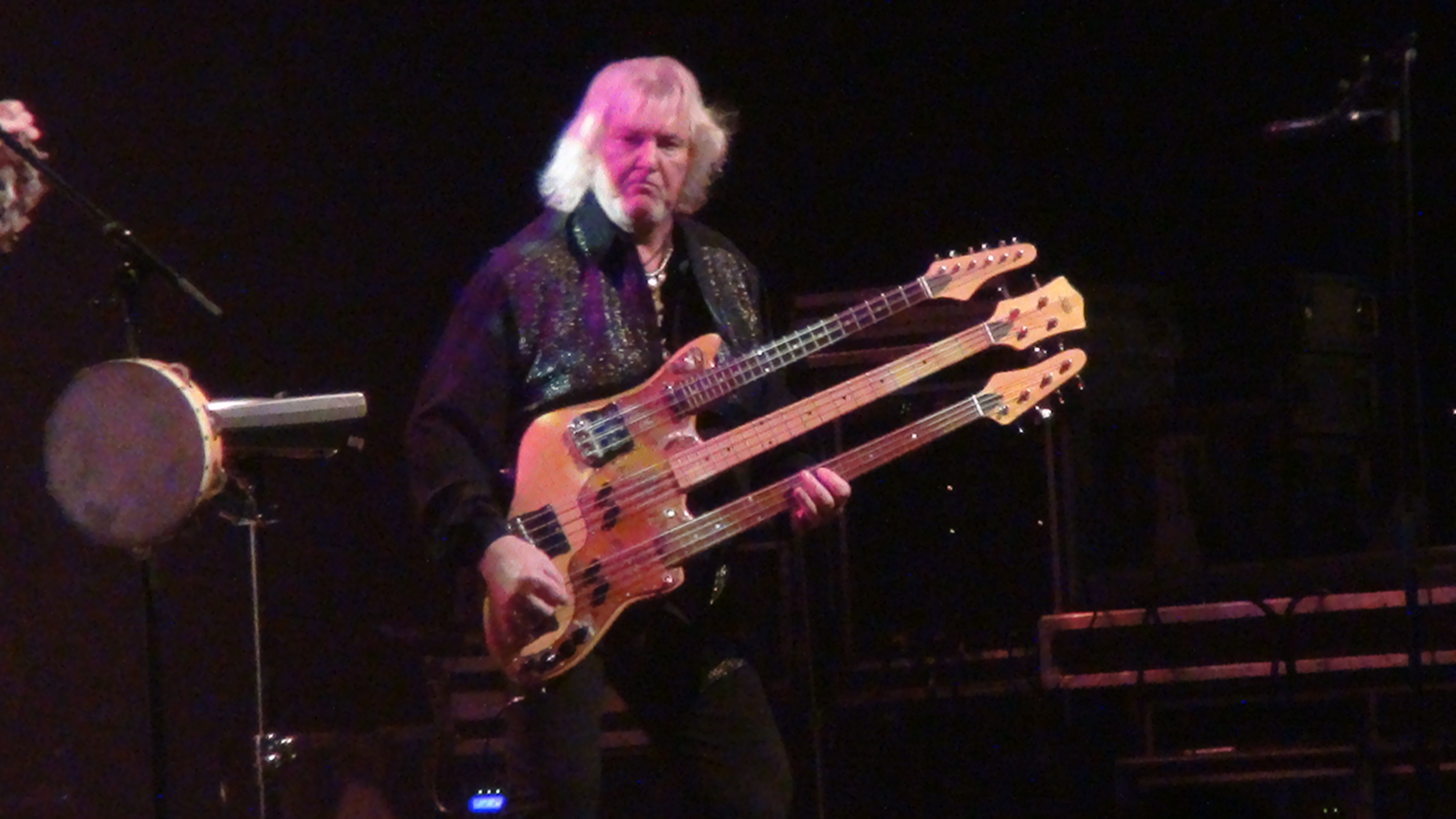
Chris Squire et sa basse triple manche en 2013

Chris possède aussi une Rickenbacker huit cordes, que l'on peut apercevoir dans le programme de la tournée Yesshows en 1977. Il joue aussi sur une basse à trois manches de marque Wal, comportant trois basses aux sons très différents, fabriquée sur mesure d'après une idée de Rick Wakeman qui désirait un « visuel étourdissant » sur scène. Chris l'utilise sur la pièce Awaken. Elle comprend une basse de six cordes, une de quatre cordes et une troisième également de quatre cordes fretless. Cette basse trois manches appartenait auparavant à Rick Wakeman alors qu'il était en solo et elle était jouée par le bassiste Roger Newell, membre du groupe accompagnateur de Rick, le English Rock Ensemble. Ce dernier l'a alors vendu à Squire après son retour avec le groupe Yes juste à temps pour l'enregistrement de l'album Going for the One sur lequel apparait justement la longue chanson Awaken, sur laquelle Chris a commencé à l'utiliser.
Squire a également une façon unique de jouer de la basse : il joue exclusivement avec un médiator, généralement un Herco gris « lourd ») qu'il tient si court, que son pouce frappe également les cordes juste après le médiator, provoquant des harmoniques subtiles. Il utilise fréquemment des hammer-on, des pull-offs ainsi que des picking alternés et trémolos. Mis à part son utilisation de la distorsion, Squire utilise parfois d'autres effets, notamment des pédales de chorus, de flanger et de wah-wah, qui jusque-là étaient principalement utilisées par les guitaristes.
Dans une interview 1973 pour Guitar Player Magazine, Squire rappelle comment il a obtenu son ton distinctif à l'époque par recâblage de sa RM1999 en stéréo et en envoyant les graves et les aigus de ses micros chacun dans un amplificateur séparé. En divisant le signal de sa basse en deux sorties haute et basse fréquence, puis en envoyant la sortie basse fréquence à un amplificateur de basse conventionnel (il utilisait pour cela un classique Ampeg SVT Heritage 300w) et la sortie haute fréquence à un amplificateur de guitare principal séparé (il utilisait pour cela un classique ampli Fender Twin Reverb 100w), Squire produit un « sandwich » tonal qui ajoute un grognement., overdrive le son tout en conservant la puissante réponse des basses de la Rickenbacker. Cela donne à sa basse un son brillant, grondant sur des fréquences plus élevées et des fréquences basses claires et solides. Cette technique permet à Squire d'utiliser une distorsion harmonique sur sa basse tout en évitant le son plat et flou, la perte de puissance et la mauvaise réponse des basses qui se produisent généralement lorsque les guitares basses sont saturées par un amplificateur ou passées dans une boîte à fuzz . Squire fait également un usage notable du bourdonnement des frettes, une condition normalement indésirable causée par l'action des cordes basses, pour créer un autre bord grondant à son jeu.
Squire affirme avoir recâblé sa basse en stéréo, avant même que Rickenbacker n'introduise la fonction « Rick-O-Sound », afin qu'il puisse envoyer la sortie du micro de basse (manche) à travers une boîte à fuzz, tout en gardant le médiator des aigus (chevalet) up clean, car ce dernier sonnait « horriblement nasillard » lorsqu'il était utilisé avec l'effet fuzz. Il utilise aussi de nouvelles cordes Rotosound Swing Bass à chaque concert. Le style de jeu de basse complexe de Squire influencera les bassistes tels que Billy Sheehan, Geddy Lee de Rush, Steve Di Giorgio de Death et Sadus, Pat Badger d'Extrême, Jon Camp de Renaissance, Steve Harris d' Iron Maiden, Les Claypool de Primus, John Myung de Dream Theatre et Robert DeLeo de Stone Temple Pilots. John Deacon de Queen s'inspirera également de Squire et a déclarera à Guitar Magazine qu'il était son bassiste préféré.
Chris racontera une anecdote sur sa basse : peu de temps avant d'intégrer Yes, à la fin des années 1960, il place des autocollants en forme de fleurs, très en vogue à l'époque, sur l'instrument. Lassé du décor, il l'amène chez un réparateur à Soho qui accepte de la décaper entièrement. S'en trouvant considérablement allégée, sa basse possède depuis un son unique, différent des modèles d’origine.[réf. nécessaire]

## Surnom
Squire est communément connu sous son surnom, « Fish » (à ne pas confondre avec Fish, ex-chanteur de Marillion). Ce nom est associé à plusieurs de ses œuvres, y compris son disque solo, Fish Out of Water (1975), et la pièce solo The Fish (Schindleria Praematurus) de 1971 sur l'album de Yes Fragile. Le nom a de multiples origines, notamment les significations hétéronymiques de « basse », décrivant le son basse fréquence ou la guitare basse ainsi que le poisson. De plus, Squire est de signe astrologique Poissons. Par ailleurs, au début de la carrière de Yes, il inonde accidentellement une chambre d'hôtel à Oslo, en Norvège, alors qu'il prend une douche, et Bill Bruford lui trouvera son surnom : sur le documentaire 2007 The Classic Artists Series 3: Yes, ce dernier déclare que le surnom est né à l'époque où Squire passait de longues périodes dans la salle de bain alors qu'ils partageaient une maison ensemble à Fulham.

## Vie privée
Squire rencontre sa première femme Nikki en 1970 dans un club de Londres. Ils se marient en 1972,. En 1981, elle chante sur le single de Noël Run with the Fox ainsi que sur le titre Hold Out Your Hand de Fish Out of Water (1975). En 1983, elle forme Esquire, sur le premier album duquel Chris, Alan White et Trevor Horn l'assistent. Leurs enfants sont Carmen, Chandrika et Camille Squire. Le couple divorce après quinze ans de mariage.
Squire épouse l'actrice Melissa Morgan le 8 mai 1993. Elle donne naissance à leur fils unique, Cameron en 2000. Elle joue Brittany Norman dans la série sentimentale The Young and the Restless et revient ensuite au programme de jour en tant qu'Agnès Sorensen,. Le couple divorce en 2004.
Son troisième et dernier mariage est avec Scotland Squire, qui donne naissance à sa fille Xilan en 2008. Ils résident dans le quartier de Chelsea à Londres, et dernièrement à Phoenix, en Arizona.
Dans les années 1970, Squire est végétarien, avant de recommencer à manger du poisson, puis de la viande. Il consomme également de la cocaïne dans les années 1970 et au début des années 1980. Le groupe The Eagles lui est présenté dans les années 80, alors que Yes assure la première partie. Squire fera également une crise cardiaque.

## Discographie

### Yes

#### Albums studio
| - 1969 : Yes - 1970 : Time and a Word - 1971 : The Yes Album - 1971 : Fragile - 1972 : Close to the Edge - 1973 : Tales from Topographic Oceans - 1974 : Relayer - 1977 : Going for the One - 1978 : Tormato - 1980 : Drama | - 1983 : 90125 - 1987 : Big Generator - 1991 : Union - 1994 : Talk - 1996 : Keys to Ascension - 1997 : Keys to Ascension 2 - 1997 : Open Your Eyes - 1999 : The Ladder - 2001 : Magnification - 2011 : Fly from Here - 2014 : Heaven & Earth |

#### Albums live
| - 1973 : Yessongs - (3 Vinyles - 2 CD) - 1980 : Yesshows - (2 Vinyles - 2 CD) - 1985 : 9012Live: The Solos - 1996 : Keys To Ascension (2 CD - 1 CD Studio et 1 CD Live) - 1997 : Something's Coming: The BBC Recordings 1969-1970 (Enregistrements pour la BBC : 1969 - 1970) - (2 CD) - 1997 : Keys to Ascension 2 - (2 CD - 1 CD Studio et 1 CD Live) - 1999 : Astral Traveller (Radio et Matériel Télévisé, 1968, Recueilli par Peter Banks) - (2 CD) - 2000 : House of Yes: Live from House of Blues - (2 CD) - 2002 : Symphonic Live - 2005 : The World Is Live - (3 CD) | - 2006 : Greatest Hits Live - 2006 : Yes, Live And Solo - (3 CD) - 2007 : Live at Montreux 2003 - (2 CD) - 2011 : Union Live - 2011 : In the Present: Live from Lyon (2 CD + 1 DVD, concert du 1er décembre 2009) - 2014 : Songs from Tsongas (3 CD - Concert 15 mai 2004) - 2014 : Like It Is: Yes at the Bristol Hippodrome - (2 CD + 1 DVD) - 2015 : Progeny: Seven Shows from Seventy-Two - (Coffret 14 CD) - 2015 : Like It Is: Yes at the Mesa Arts Center - (2 CD + 1 DVD) - 2015 : Progeny: Highlights from Seventy-Two - (2 CD) - 2021 : Union 30 Live - (Coffret 26CD+4DVD période 1991-1992) |

### The Syn
| - 2005 : Syndestructible - 2007 : Armistice Day | - 2006 : Syndestructible Tour 2006 - 2009 : Live at Rosfest - CD + DVD |

### Solo

#### Singles
- 1975 : Lucky Seven/Lucky Seven : Single promotionnel sorti en 1975 sur le label : Atlantic 45-3317 US 1975
- 1981 : Run with the fox/Return of the fox : Avec Alan White

#### Albums
- 1975 : Fish Out of Water : Avec Patrick Moraz et Bill Bruford
- 2007 : Chris Squire's Swiss Choir : Avec Steve Hackett et Alan White
- 2018 : Fish Out of Water : Réédition en 2018 avec 2 CD.

### Conspiracy

#### Albums
- 2000 : Conspiracy
- 2003 : The Unknown

#### DVD
- 2006: Conspiracy Live

### Squackett
- 2012 : Life Within a Day

### Participations
- 1968 : Neat Change : I lied to Aunty May/Sandman : Avec Peter Banks à la guitare, Chris Squire fait les chœurs et joue du tambourin sur la face B.
- 1970 : « Legs » Larry Smith : Witchi-Tai-Po : Avec Tony Kaye sur ce single d'un membre du Bonzo Dog Doo Dah Band.
- 1973 : Rick Wakeman : The Six Wives of Henry VIII : Avec Steve Howe, Bill Bruford et Alan White.
- 1973 : Eddie Harris : E.H. in the U.K. : Avec Tony Kaye, Alan White, Steve Winwood, Jeff Beck, Ian Paice, Albert Lee, Rick Grech.
- 1977 : Rick Wakeman : Criminal Record : Avec Alan White
- 1981 : The Buggles : Adventures In Modern Recording: Réédité en 1993 puis de nouveau en 2010 avec une version des Buggles de trois titres repris depuis par Yes, Fly From Here part one, Fly From Here Part two et Riding a tide réintitulé Life on a film set sur l'album Fly from here en 2014. Ici Squire s'occupe des effets sonores seulement alors que la basse est jouée par Trevor Horn.
- 1987 : Esquire Esquire; Nikki ex-épouse de Chris Squire, Alan White, Trevor Horn et Carmen, sa fille. Produit par Chris Squire et Esquire, avec Trevor Horn au mix.
- 1990 : Rock Aid Armenia The Earthquake Album : Le single Smoke on the Water - Avec Keith Emerson, Geoff Downes, Ian Gillan, Bruce Dickinson, Paul Rodgers, David Gilmour, Ritchie Blackmore, Tony Iommi, Alex Lifeson et Roger Taylor.
- 1993 : Rick Wakeman ; Classical Connections 2 : Enregistré en 1971 avec Steve Howe et Bill Bruford.
- 1995 : World Trade ; Euphoria : Avec Billy Sherwood, co-auteur de 2 chansons, The Evolution Song et Say Goodbye sur lesquelles il a aussi joué la basse et fait les chœurs.
- 2002 : Gov't Mule ; The Deep End
- 2002 : Artistes Variés : Pigs and Pyramids - An All Star Lineup Performing the Songs of Pink Floyd.
- 2005 : Artistes Variés :Back against The Wall
- 2009 : Steve Hackett : Out of the tunnel's mouth - Basse sur Fire on the Moon et Nomads.
- 2011 : Steve Hackett : Beyond the shrouded horizon - Basse sur Looking for Fantasy, Catwalk et Turn This Island Earth
- 2012 : Billy Sherwood & The Prog Collective : The Technical Divide : Avec Alan Parsons et Gary Green
- 2012 : Artistes Variés : Songs of the Century: An All-Star Tribute to Supertramp : Let The World Revolve avec Billy Sherwood et Tony Kaye
- 2013 : Billy Sherwood & The Prog Collective : Epilogue - Shining Diamonds avec Patrick Moraz, Billy Sherwood, Alan Parsons et Steve Stevens.
- 2013 : Artistes Variés : The Many Faces Of Pink Floyd (A Journey Through The Inner World Of Pink Floyd) - Basse sur Comfortably Numb avec Alan White.
- 2015 : Steve Hackett ; Wolflight : Chris Squire joue de la basse sur la chanson Love song to a vampire.
- 2015 : Billy Sherwood ; Citizen : Chris Squire basse 5 cordes sur la pièce-titre The Citizen.
- 2018 : Artistes Variés : A Life in Yes: The Chris Squire Tribute : Album hommage à Chris Squire, sur lequel ont été rajoutées deux pièces avec Chris Squire lui-même à la basse : The Technical Divide et Comfortably Numb.

### Discographie
https://www.discogs.com/fr/artist/294163-Chris-Squire
- Artistes Variés The Many Faces of Pink Floyd : https://www.discogs.com/Various-The-Many-Faces-Of-Pink-Floyd/master/1001074
- Fish Out of Water réédité en 2018 : https://www.cherryred.co.uk/product/chris-squire-fish-out-of-water-2cd-remastered-expanded-digipak-edition/